# Monika Bartholomé
Monika Bartholomé (* 4. September 1950 in Neunkirchen-Seelscheid) ist eine deutsche Künstlerin.

## Leben
Ihre Ausbildung absolvierte Monika Bartholomé von 1971 bis 1975 an der Fachhochschule Köln im Fachbereich Freie Kunst, danach von 1976 bis 1977 an der Hochschule für Bildende Künste Braunschweig und von 1977 bis 1982 an der Kunstakademie Düsseldorf, wo sie das Staatsexamen in Kunst und Kunstwissenschaft erwarb.
Von 1991 bis 1994 hatte sie einen Lehrauftrag an der Universität Siegen, wobei sie 1993 auch ein Performance-Seminar zusammen mit Nadia Kevan abhielt. 1998 arbeitete sie im Fach Zeichnen mit Schauspielstudenten an der Folkwang-Hochschule Essen. Im Jahr 2000 hatte sie eine Gastprofessur an der Fachhochschule Hamburg. Von 2000 bis 2003 ließ sie sich zum Lehrer der Alexander-Technik bei Nadia Kevan in Essen und Köln ausbilden. Seit 2004 gibt sie Zeichenkurse an der Bundesakademie für kulturelle Bildung Wolfenbüttel. Monika Bartholomé ist Mitglied im Deutschen Künstlerbund. Sie lebt in Köln.

## Werk
Ihr Werk umfasst insbesondere kleinformatige Zeichnungen, außerdem Objektkunst sowie Kunst am Bau und war seit 1980 bei zahlreichen Ausstellungen zu sehen. Ihre künstlerische Tätigkeit umfasste zeitweilig auch Performances, die sie von 1988 bis 1997 gemeinsam mit Nadia Kevan ausführte. Bartholomé wurde mehrfach mit Preisen ausgezeichnet, darunter 1986 mit dem Grafikpreis des Haut Rhin der europäischen Grafikbiennale in Mulhouse, 1989 mit dem Ersten Preis der Südwestdeutschen Landesbank Stuttgart und einem Arbeitsstipendium der Stiftung Kunstfonds Bonn sowie 1998 mit dem Joseph-und-Anna-Fassbender-Preis der Stadt Brühl. Mehrere Werke von ihr befinden sich in öffentlichem Besitz im Kunstmuseum Düsseldorf, in der Artothek Köln und Bonn, in der Städtischen Galerie Schwäbisch Hall, im Japanischen Kulturinstitut Köln und anderen Sammlungen. Ihre Kunst am Bau ist u. a. am Edith-Stein-Haus in Siegburg, am Krankenhaus Gesundbrunnen in Heilbronn, am Arbeitsamt in Schwäbisch Hall, sowie an zwei Holzhäusern („Verzierungen“) in Leis/Vals, Schweiz, Architekt Peter Zumthor (2008) zu sehen.
Das Kunstmuseum des Erzbistums Köln, Kolumba besitzt zahlreiche ihrer Zeichnungen (z. B. In der Akademie, 1992) und Filme (u. a. Zeichnen, DVD, 2010). Das 2013 erschienene katholische Gebet- und Gesangbuch „Gotteslob“ enthält 19 Zeichnungen der Künstlerin; das Titel-Logo stammt ebenfalls von Monika Bartolomé. Im Historischen Archiv des Erzbistums Köln befinden sich seit 2015 ihre Wandzeichen.